# Triengen
Triengen est une commune suisse du canton de Lucerne, située dans l'arrondissement électoral de Sursee.

Vue aérienne (1953)

## Histoire
- Le 1er janvier 2005, les communes de Wilihof et Kulmerau ont fusionné avec Triengen.
- Le 1er janvier 2009, la commune de Winikon a fusionné avec Triengen.

## Économie
- Siège de l'entreprise Trisa.